# Абдуссамад Исфахани

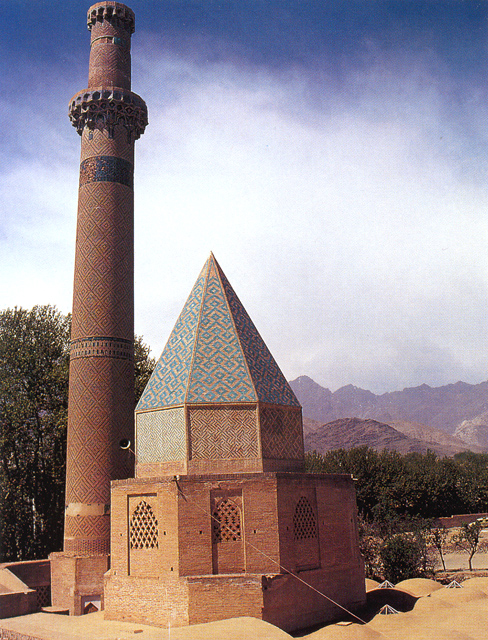
Мавзолей А. Исфахани, Нетенз

Шейх Абдуссама́д Исфаха́ни (перс. عبدالصمد اصفهانی‎; ум. 1299, Нетенз, совр. Иран) — известный в Персии суфийский шейх, живший во время правления Ильханидов. После смерти шейха в 1299 году по указанию визиря Зейнаддина Мустари в городе Натанз в 1304 году были сооружены мавзолей и мечеть.

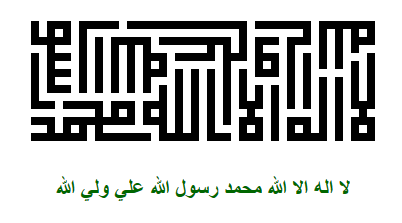
Зацикленная куфическая надпись шиитской шахады на мечети